# Optatam Totius
Optatam Totius — декрет Второго Ватиканского собора Католической церкви, посвящённый духовному образованию и подготовке священства. Утверждён папой Павлом VI 28 октября 1965 года, после того как он был одобрен на соборе. За финальный вариант документа высказалось 2 318 участников собора, против — 3. Своё название получил по принятой в католицизме практике по двум первым словам первой фразы — «Optatam Totius Ecclesiae renovationem probe noscens Sancta» (Ясно сознавая, что желанное обновление всей Церкви).
Декрет Optatam Totius — один из девяти декретов Второго Ватиканского собора. Декрет состоит из 22 статей, разделённых на 7 глав, вступления и заключения.

## Структура
1. Вступление
2. О Программе подготовки ко священству, которую предстоит разработать в каждой отдельной стране (статья 1)
3. О более усердном поощрении призваний ко священству (статьи 2-3)
4. Об организации высших семинарий (статьи 4-7)
5. О более тщательной духовной подготовке (статьи 8-12)
6. О необходимости пересмотреть преподавание церковных дисциплин (статьи 13-18)
7. О развитии пастырской подготовки в строгом смысле слова (статьи 19-21)
8. О продолжении подготовки после периода обучения (статьи 21-22)
9. Заключение

## Содержание
Декрет посвящён подготовке священников в современных условиях. Как подчёркивает декрет в своей преамбуле «Святой Собор заявляет о чрезвычайной важности подготовки ко священству и провозглашает некоторые основополагающие принципы, служащие подтверждением законов, уже проверенных вековым опытом, и вводит в них определённые новшества, отвечающие Конституциям и Декретам настоящего Святого Собора, а также изменившимся условиям времени».
Декрет подчёркивает, что при таком разнообразии народов, входящих в Церковь, возможно дать лишь общие нормы подготовки священства, обязательные для всех. Более частные моменты должны быть предусмотрены в «программе подготовки к священству», которую должна принимать Конференция католических епископов каждой страны и каждого литургического обряда.
Особое внимание декрет уделяет необходимости поощрения призваний к священству и духовной подготовке кандидатов. Значительная часть декрета посвящена принципам устройства и управления семинариями, а также дисциплинам, преподаваемым в них. Воспитанники семинарий помимо собственно церковных дисциплин должны получить гуманитарное и естественнонаучное образование, которое позволяет молодежи в их стране получить доступ к высшему образованию. Среди церковных предметов, обязательных к изучению, называются латинский язык, литургический язык данной страны и обряда, философские дисциплины, включая историю философии, догматическое богословие, экзегетика, нравственное богословие, церковная история, каноническое право. Поощряется изучение языков Священного Писания и Предания, а также изучение некатолических конфессий и религий, распространённых в данной стране.
В заключительной части декрет даёт наставления в области пастырской подготовки будущих священников, подчёркивая, что кроме суммы определённых знаний семинаристы должны учиться «искусству руководить душами».
Заключение декрета гласит:
Отцы настоящего Святого Собора, продолжая дело, начатое Тридентским Собором, с доверием поручая настоятелям и преподавателям семинарий обязанность воспитывать будущих священников Христовых в духе обновления, поддерживаемого этим Священным Собором, настоятельно призывают тех, кто готовится ко священническому служению, в полной мере сознавать, что им поручается надежда Церкви и спасение душ. Пусть они, с готовностью принимая нормы настоящего Декрета, принесут обильнейшие плоды, которые пребудут вечно.